# Massac County
Massac County is een county in de Amerikaanse staat Illinois.
De county heeft een landoppervlakte van 619 km² en telt 15.161 inwoners (volkstelling 2000). De hoofdplaats is Metropolis.